# Sindicat de Sant Isidre Llaurador
El Sindicat de Sant Isidre Llaurador és una obra noucentista de la Galera (Montsià) inclosa a l'Inventari del Patrimoni Arquitectònic de Catalunya.

## Descripció
Edifici aïllat que consta d'un pati davanter tancat per dues bandes, anb un mur de maçoneria emblanquinat, flanquejant les cantonades i tos dos costats de la porta central: pilastra de maó quadrada amb acabament piramidal fris amb motius romboïdals emmarcat per una motllura semicircular còncava. L'edifici consta de dues estructures rectangulars separades per la paret mitgera, amb coberta a doble vessant i teula àrab. L'estructura de la dreta fou refeta després de la guerra civil, amb planta baixa amb dues portes i dues finestres emmarcades amb arrebossat imitant carreus de pedra. L'estructura de l'esquerra consta de porta gran d'arc rebaixat amb muntants i llinda de pedra. Separant la planta baixa i les golfes hi ha un fris al voltant de tot l'edifici. Aquest fris emmarcat per motllures està format per dues bandes, una d'elles amb motius esgrafiats florals i l'altra amb motius romboïdals. Les golfes estan destacades per un frontó emmarcat per una triple cornisa i al centre hi ha un òcul també motllurat, a sota hi ha la data 1919 esgrafiada i realçada amb motius florals.

## Història
Aquesta cooperativa fou fundada el 1919, tal com indica la data esgrafiada a la façana. Es va tancar l'any 1936, però va seguir funcionant el cafè. Pertanyia a la societat de llauradors de Sant Isidre Llaurador.
Una part funcionava com a centre recreatiu (ball, cinema, cafè, etc). L'altra edifici funcionava com a magatzem i cooperativa.